# Vuelta a Colombia 1960
La 10.ª edición de la Vuelta a Colombia tuvo lugar entre el 31 de mayo y el 16 de junio de 1960. El antioqueño Hernán Medina Calderón del equipo Antioquia B se coronó campeón con un tiempo de 54 h, 30 min y 42 s.

## Equipos participantes
| Equipo             | Categoría  |
| ------------------ | ---------- |
| Antioquia A        | Aficionado |
| Antioquia B        | Aficionado |
| Atlántico          | Aficionado |
| Boyacá A           | Aficionado |
| Boyacá B           | Aficionado |
| Caldas A           | Aficionado |
| Caldas B           | Aficionado |
| Cundinamarca A     | Aficionado |
| Cundinamarca B     | Aficionado |
| Cundinamarca C     | Aficionado |
| Cundinamarca D     | Aficionado |
| Huila A            | Aficionado |
| Huila B            | Aficionado |
| Nariño             | Aficionado |
| Norte de Santander | Aficionado |
| Santander          | Aficionado |
| Uruguay            | Aficionado |
| Valle A            | Aficionado |
| Valle B            | Aficionado |

## Etapas
| Etapa      | Fecha       | Recorrido                    | Distancia (km)     | Ganador                | Líder                  |                    |
| ---------- | ----------- | ---------------------------- | ------------------ | ---------------------- | ---------------------- | ------------------ |
| 1.ª etapa  | 31 de mayo  | Villa del Rosario - Pamplona | 91                 | Pablo Hurtado          | Pablo Hurtado          |                    |
| 2.ª etapa  | 1 de junio  | Pamplona - Bucaramanga       | 129                | Roberto Buitrago       | Roberto Buitrago       |                    |
| 3.ª etapa  | 2 de junio  | Bucaramanga - El Socorro     | 121                | Pablo Hurtado          | Roberto Buitrago       |                    |
| 4.ª etapa  | 3 de junio  | El Socorro - Tunja           | 184                | Ramón Hoyos Vallejo    | Roberto Buitrago       |                    |
| 5.ª etapa  | 4 de junio  | Tunja - Bogotá               | 157                | Daniel Azuero          | Roberto Buitrago       |                    |
| 6.ª etapa  | 5 de junio  | Circuito en Bogotá           | 100                | Tomás Correa           | Roberto Buitrago       |                    |
|            | 6 de junio  | Descanso en Bogotá           | Descanso en Bogotá | Descanso en Bogotá     | Descanso en Bogotá     | Descanso en Bogotá |
| 7.ª etapa  | 7 de junio  | Bogotá - Girardot            | 133                | Pablo Hurtado          | Roberto Buitrago       |                    |
| 8.ª etapa  | 8 de junio  | Girardot - Ibagué            | 79                 | Carlos Montoya Arias   | Roberto Buitrago       |                    |
| 9.ª etapa  | 9 de junio  | Ibagué - Armenia             | 98                 | Roberto Buitrago       | Roberto Buitrago       |                    |
| 10.ª etapa | 10 de junio | Armenia - Buga               | 158                | Tomás Correa           | Roberto Buitrago       |                    |
| 11.ª etapa | 11 de junio | Buga - Cali                  | 78                 | Tomás Correa           | Roberto Buitrago       |                    |
|            | 12 de junio | Descanso en Cali             | Descanso en Cali   | Descanso en Cali       | Descanso en Cali       | Descanso en Cali   |
| 12.ª etapa | 13 de junio | Cali - Pereira               | 227                | Miguel Sánchez         | Roberto Buitrago       |                    |
| 13.ª etapa | 14 de junio | Pereira - Manizales          | 54                 | Rubén Darío Gómez      | Roberto Buitrago       |                    |
| 14.ª etapa | 15 de junio | Manizales - Riosucio         | 104                | Hernán Medina Calderón | Hernán Medina Calderón |                    |
| 15.ª etapa | 16 de junio | Riosucio - Medellín          | 160                | Rubén Darío Gómez      | Hernán Medina Calderón |                    |

## Clasificaciones finales

### Clasificación general
Los diez primeros en la clasificación general final fueron:
| Clasificación general |                         |                |                   |
| Ciclista              | Ciclista                | Equipo         | Tiempo            |
| --------------------- | ----------------------- | -------------- | ----------------- |
| 1.º                   | Hernán Medina Calderón  | Antioquia B    | 54 h 30 min 42 s  |
| 2.º                   | Roberto Buitrago        | Boyacá A       | + 7 min 47 s      |
| 3.º                   | Rubén Darío Gómez       | Caldas A       | + 10 min 02 s     |
| 4.º                   | Ramón Hoyos Vallejo     | Antioquia A    | + 18 min 11 s     |
| 5.º                   | Jorge Alfonso Luque     | Cundinamarca D | + 53 min 55 s     |
| 6.º                   | Pablo Hurtado           | Cundinamarca A | + 56 min 58 s     |
| 7.º                   | Francisco Otálvaro      | Antioquia A    | + 1 h 07 min 18 s |
| 8.º                   | Luis Alberto Muñoz      | Antioquia B    | + 1 h 12 min 01 s |
| 9.º                   | Pablo Enrique Hernández | Caldas A       | + 1 h 22 min 44 s |
| 10.º                  | Antonio Ambrosio        | Cundinamarca B | + 1 h 22 min 56 s |

### Clasificación de la montaña
| Clasificación de la montaña |                        |             |        |
| Ciclista                    | Ciclista               | Equipo      | Puntos |
| --------------------------- | ---------------------- | ----------- | ------ |
| 1.º                         | Roberto Buitrago       | Boyacá A    | 53     |
| 2.º                         | Hernán Medina Calderón | Antioquia B | 51     |
| 3.º                         | Rubén Darío Gómez      | Caldas A    | 31     |

### Clasificación por equipos[3]
| Clasificación por equipos |             |                   |
| Equipo                    | Equipo      | Tiempo            |
| ------------------------- | ----------- | ----------------- |
| 1.º                       | Antioquia B | 110 h 13 min 25 s |
| 2.º                       | Antioquia A | + 13 min 28 s     |
| 3.º                       | Caldas A    | + 20 min 45 s     |